# CrowdRise
CrowdRise — компания и одноимённая платформа в сфере электронной коммерции, которая использует краудсорсинг для сбора благотворительных пожертвований. CrowdRise основана в 2009 году американским актёром Эдвардом Нортоном, его женой Шоной Робертсон, а также двумя братьями-предпринимателями, основателями интернет-магазина Moosejaw.com Робертом и Джеффри Вольф. После продажи своего бизнеса братья, вдохновленные интернет-кампанией по сбору средств, которую Барак Обама использовал во время президентских выборов 2008 года, помогли Нортону создать собственный интерактивный веб-сайт.
Модель сбора средств CrowdRise построена на привлечении максимального числа людей, использует платформу игрофикации и систему оценки с применением премиальных баллов. Через свой социальный веб-сайт с помощью бонусов и забавных конкурсов CrowdRise собирает пользователей, которые вливаются в кампанию по сбору средств на благотворительные нужды. Пользователи конкурируют между собой за призы, получая очки от других членов за каждый доллар, который они зарабатывают и жертвуют (среди призов — ноутбуки, устройства для чтения электронных книг, игровые приставки и подарочные карты). Одним из первых партнёров CrowdRise в раскрутке сайта и сборе средств был Нью-Йоркский марафон.
Пользователи CrowdRise (в том числе знаменитости) могут создавать персональные страницы для сбора средств. Через CrowdRise Нортон собирал средства для заповедников Кении и Танзании, актёр Сет Роген собирал деньги на финансирование исследований болезни Альцгеймера (Kick Alzheimer’s In The Ass) и The $10 To End (Malaria) Project, музыкант Фли финансировал программу музыкального образования среди молодёжи, актриса Кристен Белл собирала средства для финансирования организаций Invisible Children и The Art of Elysium, актриса Элизабет Бэнкс поддерживала организации LA’s Best After School Program и Partners In Health. Также через CrowdRise общаются волонтёры, собирающиеся лично участвовать в проектах организации в Африке. Сайт CrowdRise является самоокупаемым предприятием, которое берёт процент с пожертвований, в том числе комиссию по операциям с кредитной картой. В сфере социального предпринимательства CrowdRise тесно сотрудничает с Фондом Сколла.